# Crinotonia
Crinotonia is een geslacht van kreeftachtigen uit de klasse van de Malacostraca (hogere kreeftachtigen).

## Soorten
- Crinotonia anastasiae Marin, 2006
- Crinotonia attenuatus (Bruce, 1971)